# Regelbau M270
La casemate de type Regelbau M270 est une casemate répondant au standard Regelbau. Sa mission est de servir d'abri pour un canon de 170 mm.

## Construction
Le modèle était construit à l'origine pour la Kriegsmarine. 

## Architecture
La casemate dispose d'une embrasure pour un canon de 170 mm. Elle dispose avec des salles de stockage de munitions et une chambre de sous-sol pour la collecte des obus usagés. Elle dispose en plus d'un poste d'observation et d'une embrasure pour une mitrailleuse pour défendre l'entrée.

## Exemplaires
Onze exemplaires ont été construits au Danemark.
Un exemplaire est présent à Kerbonn.